# Kreuzstein

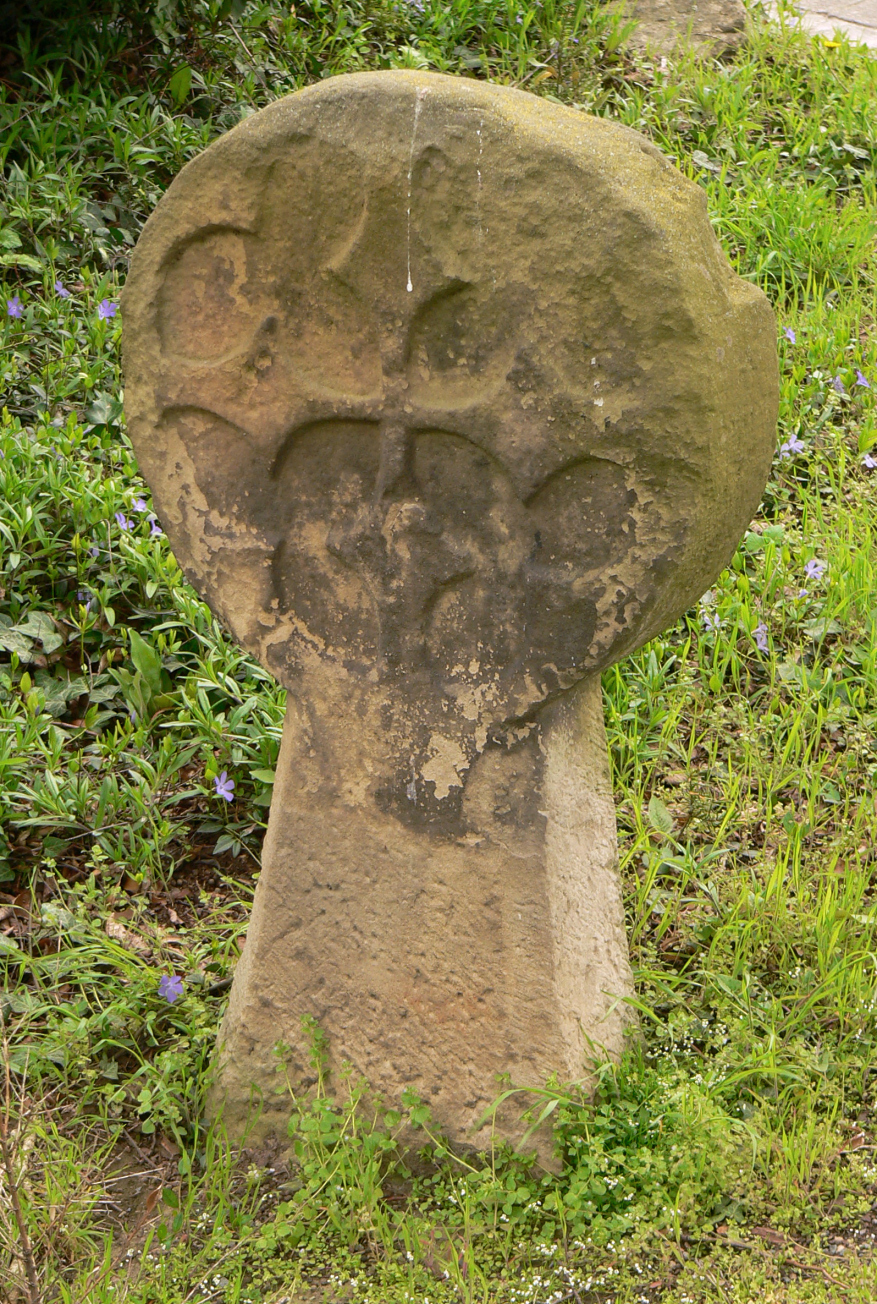
Ein Scheibenkreuzstein der Sieben-Trappen-Steine

Ein Kreuzstein ist ein Flurdenkmal, das aus einer aufrecht stehenden Steinplatte mit einem erhabenen oder eingemeißelten Kreuz besteht. 

## Beschreibung
Von einem Steinkreuz unterscheidet sich der Kreuzstein dadurch, dass der Stein nicht vollständig in Form eines Kreuzes behauen ist. Scheibenkreuzsteine sind in der oberen Hälfte als runde Scheibe geformt, an der ein Kreuz eingearbeitet ist. Radkreuzsteine sind ebenso aufrecht stehende Steinplatten in Scheibenform mit Durchbrüchen in Kreissektoren.

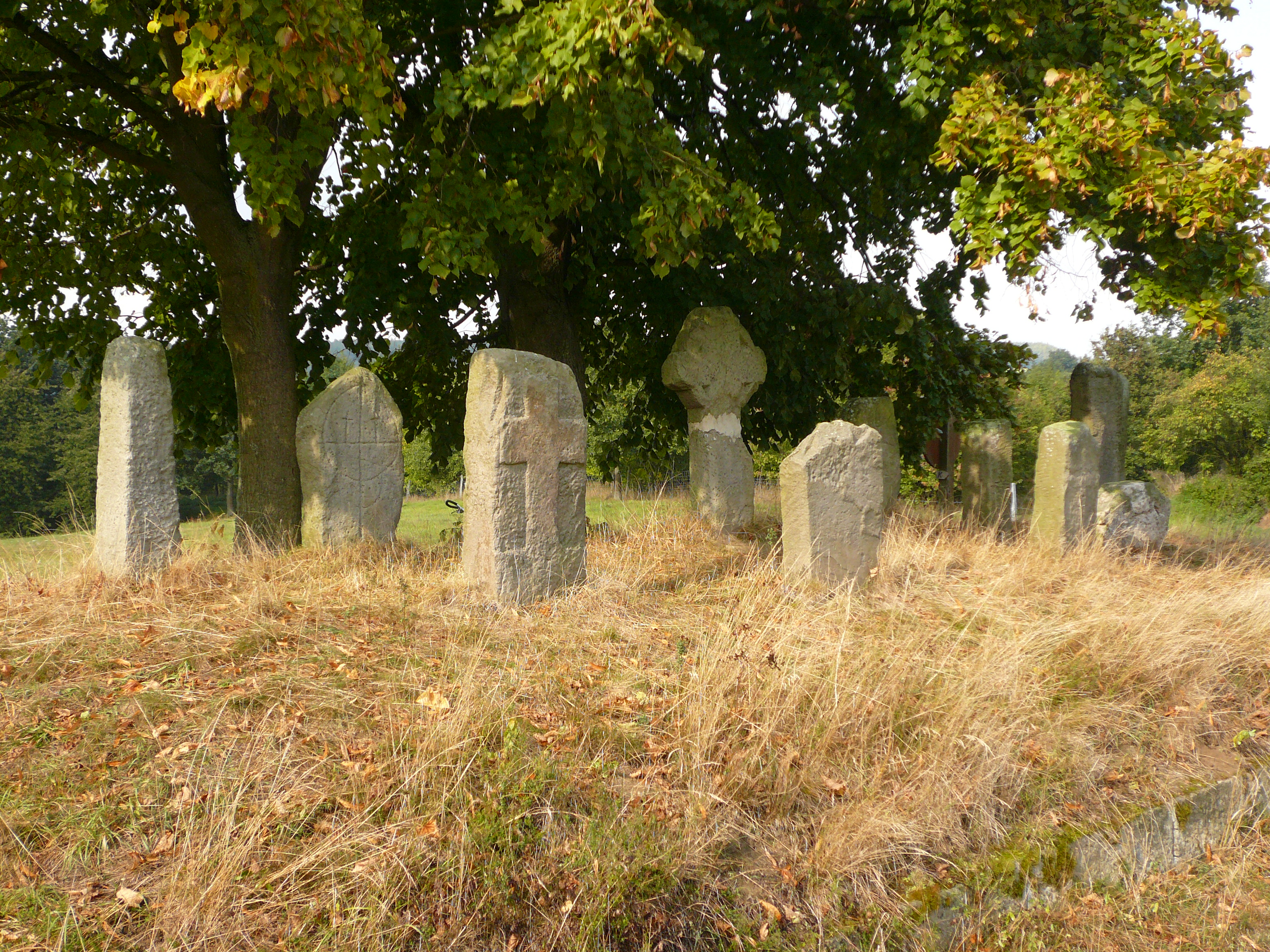
Kreuzsteinnest an der ehemaligen Harster Heerstraße bei Bühren

Kreuzsteine wurden im Mittelalter vor allem zwischen dem 13. und 16. Jahrhundert als Rechtsdenkmale an Stellen errichtet, an denen verunglückte oder erschlagene Personen umgekommen sind, ohne dass sie vorher die Sterbesakramente empfangen konnten. Bei Gewaltverbrechen wurden sie oft vom Täter nach einem Sühnevertrag als Sühnekreuz aufgestellt.
Steinmale wie Steinkreuze und Kreuzsteine wurden neben ihrer Verwendung als Sühnesteine auch als Grenzmarken im Mittelalter und in der frühen Neuzeit aus örtlichem Gestein (Basalt, Kalk- oder Sandstein) errichtet.
Spezielle Formen sind Cross Slabs auf den Britischen Inseln oder Chatschkare in Armenien.

## Bekannte Kreuzsteine
- Liste der Steinkreuze und Kreuzsteine im Landkreis Elbe-Elster
- Liste der Steinkreuze und Kreuzsteine im Landkreis Oberspreewald-Lausitz
- Siebenmännerstein
- Kreuzstein (Meinheim), Landkreis Weißenburg-Gunzenhausen
- Schlerstein, Prichsenstadt-Kirchschönbach, Landkreis Kitzingen, Bayern